# أنسون أكينسايد هال تاتل
أنسون أكينسايد هال تاتل هو قاضي وسياسي أمريكي، ولد في 1820، وتوفي في 1866. نشط حزبياً في الحزب الجمهوري. وقد انتخب عضو جمعية ولاية كاليفورنيا ‏.